# Concile luthérien international
Pour les articles homonymes, voir ILC.
Vous pouvez aider à l'améliorer ou bien discuter des problèmes sur sa page de discussion.
- Il ne cite pas suffisamment ses sources. Vous pouvez indiquer les passages à sourcer avec {{référence nécessaire}} ou {{Référence souhaitée}}, et inclure les références utiles en les liant aux notes de bas de page. (Marqué depuis avril 2024)
- Certaines informations devraient être mieux reliées aux sources mentionnées dans la bibliographie ou les liens externes. Améliorez sa vérifiabilité en les associant par des références. (Marqué depuis avril 2024)

- Archive Wikiwix
- Bing
- Cairn
- DuckDuckGo
- E. Universalis
- Gallica
- Google
- G. Books
- G. News
- G. Scholar
- Persée
- Qwant
- (zh) Baidu
- (ru) Yandex
- (wd) trouver des œuvres sur Wikidata

Le Concile luthérien international (en anglais International Lutheran Council, ILC) est une organisation internationale d'Églises luthériennes. Elle est plus conservatrice que la Fédération luthérienne mondiale.

## Églises membres
Allemagne
- Église protestante luthérienne indépendante

 États-Unis
- Église luthérienne - Synode du Missouri

 France
- Église évangélique luthérienne - Synode de France